# 車輪配置 0-6-0

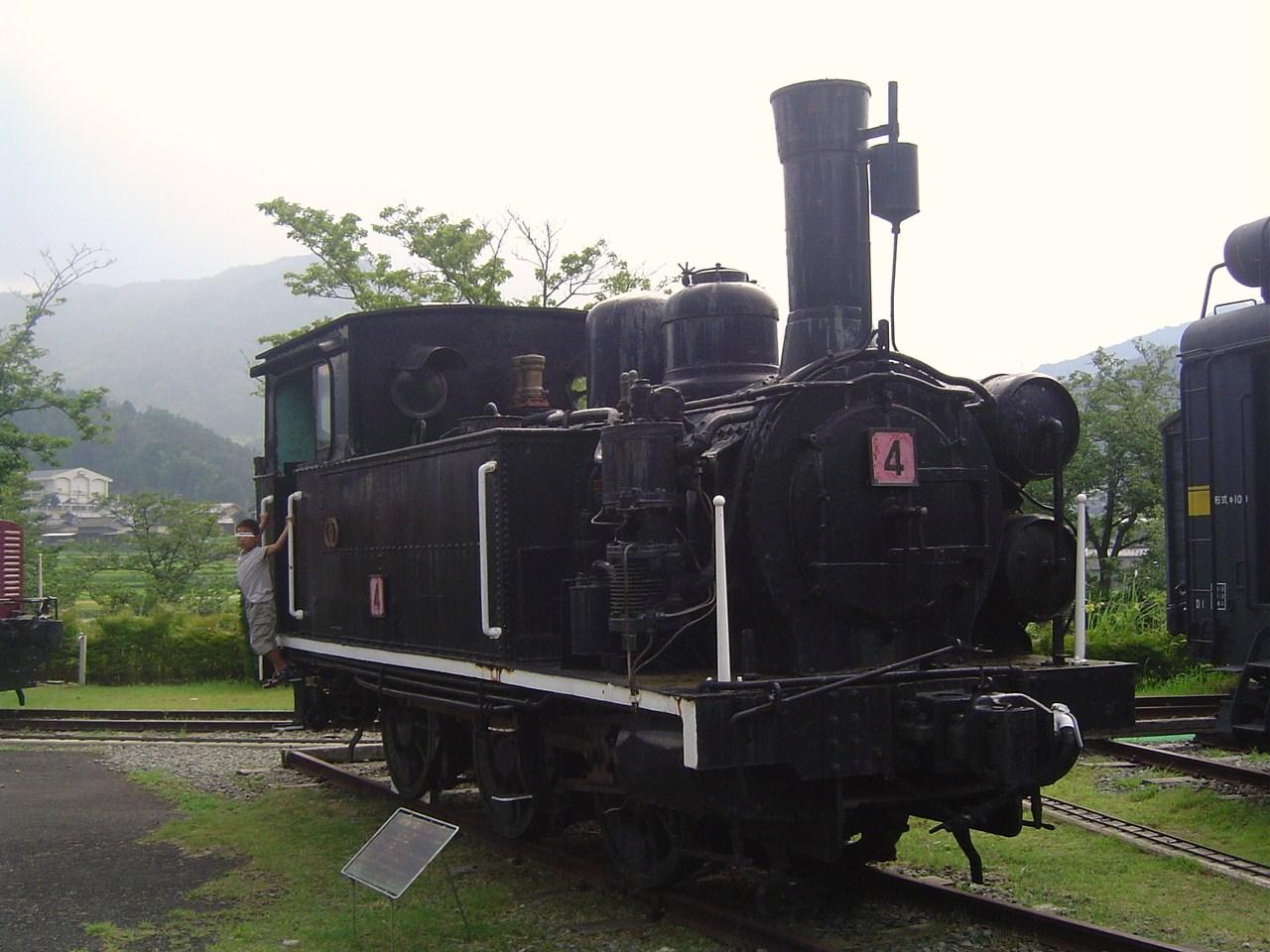
加悦鉄道4号

車輪配置 0-6-0 (しゃりんはいち0-6-0、ホワイト式分類)は3軸動輪で構成されるものをさす。アメリカ式分類での愛称はシックスホイールカップルド(Six wheel coupled)。

## 概要
0-6-0という車軸配置は、初期の鉄道会社や入換用や小規模な輸送量の路線で多く採用された。構造上、狭火室にならざるを得ないため、熱量の低い石炭を使用する地域では高出力化に不可欠な蒸気の発生のために火格子を拡大することが困難だったため、狭軌を採用する日本では大型化は困難だったが、標準軌で熱量の高いウェールズ炭を使用できるイギリスでは比較的大型の機関車が製造された。

## 各国の車輪配置 0-6-0の機関車
日本
国鉄1000形蒸気機関車
国鉄1180形蒸気機関車
国鉄1200形蒸気機関車
国鉄1530形蒸気機関車
国鉄ケ210形蒸気機関車
井笠鉄道機関車第2号形蒸気機関車
岩手軽便鉄道7号形蒸気機関車
大隅鉄道4形蒸気機関車
草津軽便鉄道7号蒸気機関車
日本陸軍臨時軍用鉄道監部100号形蒸気機関車